# El salvaje Kurdistán
El salvaje Kurdistán (título en alemán: Durchs wilde Kurdistan) es una película hispano-alemana de aventuras estrenada en 1965, escrita y dirigida por Franz Josef Gottlieb y protagonizada en los papeles principales por Lex Barker y Maria Versini.
Está basada en la novela del escritor alemán Karl May.

## Sinopsis
El sultán de Mosul, sediento de poder, secuestra al hijo del jeque Mohamed Kurd, jefe de una tribu beduina, en el transcurso de la guerra del agua que enfrenta a ambos. El aventurero alemán Kara Ben Nemsi y su amigo árabe Hadschi Halef Omar deciden rescatar al joven, a quien están a punto de ahorcar. En el camino se encuentran al extravagante Lord Lindsay y su mayordomo Archie, que también intentan rescatar a una dama secuestrada.

## Reparto
- Lex Barker como Kara Ben Nemsi
- Marie Versini como Ingdscha
- Ralf Wolter como Hadschi Halef Omar
- Djordje Nenadovic	como Machredsch of Mosul
- Gustavo Rojo como	Ahmed El Corda
- Werner Peters como Mütesselin
- Charles Fawcett como Scheik Mohammed Emin / Scheik Kadir Bei
- Wolfgang Lukschy como	Ali Bei
- Gloria Cámara como Benda
- Fernando Sancho como Padischah
- José María Caffarel
- José Nieto como Pir Kamek
- Antonio Casas como Scheik Cedar
- Maite Matalonga como Hanneh
- Dieter Borsche como Lord Lindsay
- Chris Howland como Archie
- Juan Cazalilla como Lugarteniente
- Tito García como Sargento
- Antonio Iranzo como Durek
- Milo Quesada como Miralai
- Kurt Waitzmann como Hermano de Ingdscha